# アリエル・ミランダ
アリエル・ミランダ・ギル（Ariel Miranda Gil, 1989年1月10日 - ）は、キューバ共和国ハバナ州ハバナ出身のプロ野球選手（投手）。左投左打。CPBLでの登録名は「米蘭達」。KBOでの登録名は「미란다」。

## 経歴

### キューバ時代
キューバの国内リーグであるセリエ・ナシオナル・デ・ベイスボルのバケーロス・デ・ラ・アバナなど4球団で2007年から2013年までプレーした。

### オリオールズ時代

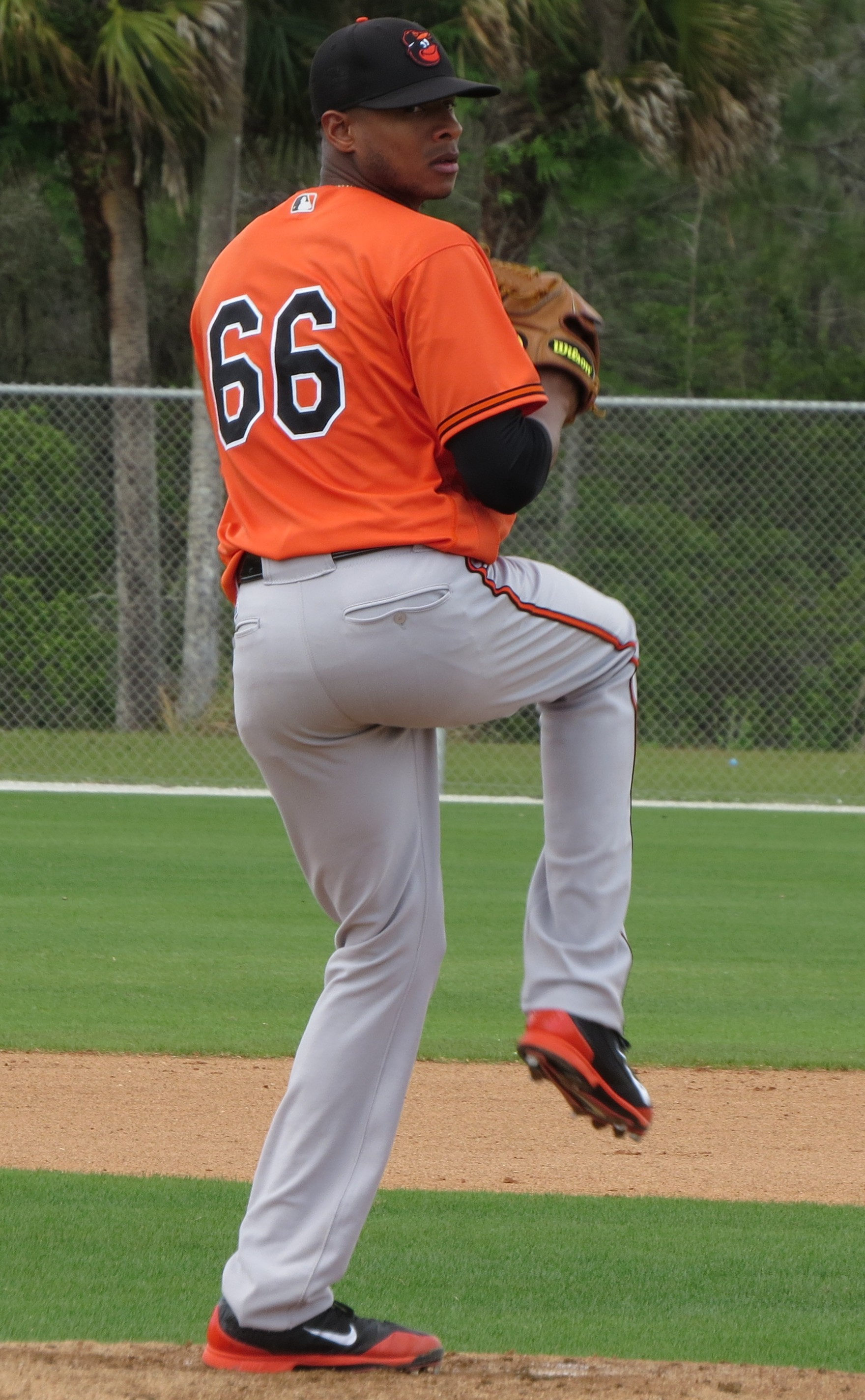
ボルチモア・オリオールズ時代
(2016年3月30日)

亡命を経て2015年5月23日にボルチモア・オリオールズとマイナー契約を結んだ。この年は傘下のルーキー級ガルフ・コーストリーグ・オリオールズ、A+級フレデリック・キーズ、AA級ボウイ・ベイソックスでプレーし、3球団合計で14試合に先発登板して6勝3敗・防御率3.60・71奪三振の成績を残した。
2016年は開幕をAAA級ノーフォーク・タイズで迎えた。7月3日のシアトル・マリナーズ戦でメジャーデビュー。

### マリナーズ時代

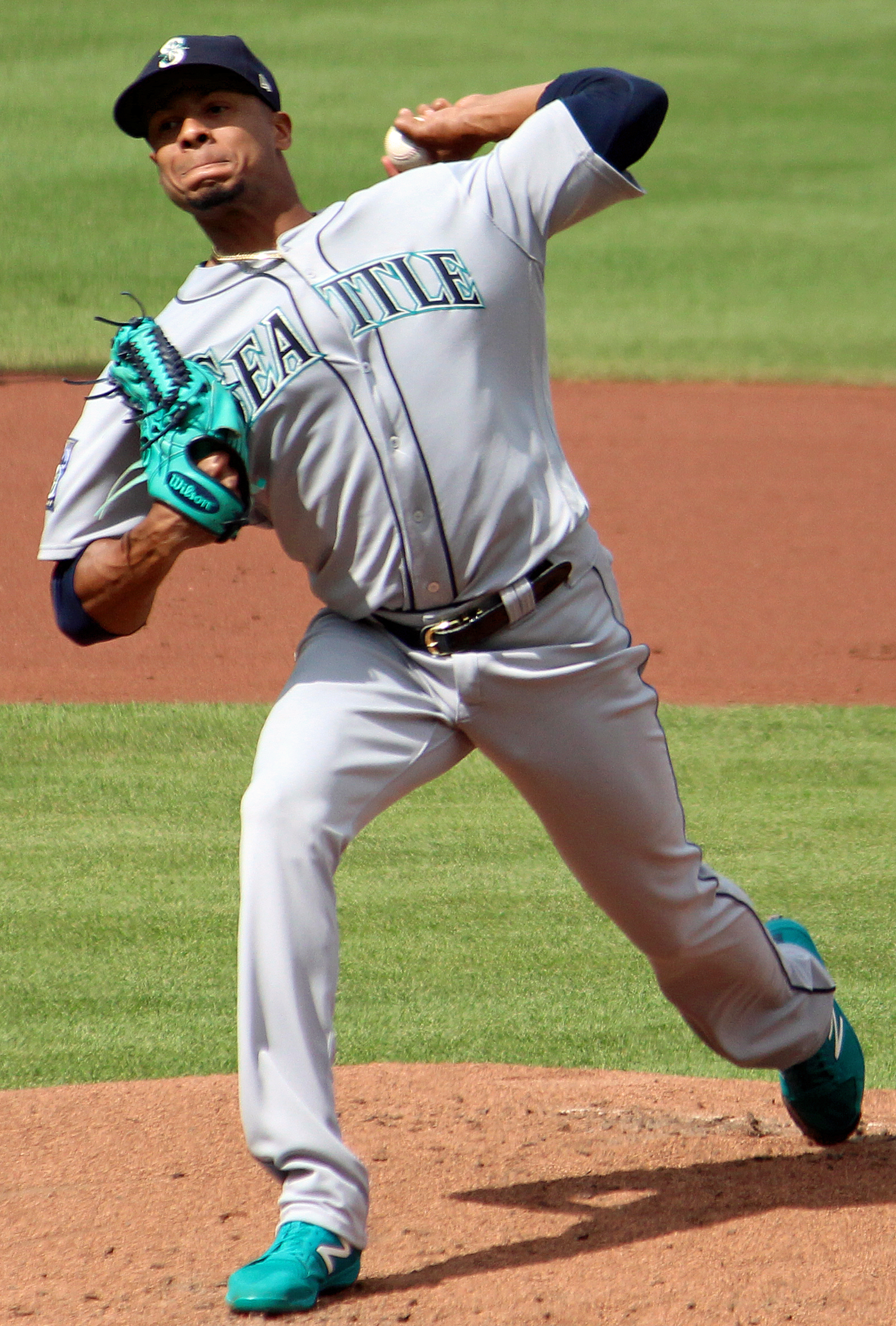
シアトル・マリナーズ時代
(2017年8月30日)

2016年7月31日にウェイド・マイリーとのトレードで、マリナーズへ移籍した。移籍後は8月4日に昇格すると、先発ローテーション入りした。移籍後は11試合に登板し、うち10試合が先発登板。防御率3.54・5勝2敗・WHIP1.09という安定した成績を残した。なお、オリオールズでの1登板を加えると、防御率3.88・WHIP1.12という数字になる。
2017年は開幕から先発ローテーションを守り、8勝7敗の成績を残した。
2018年は7月4日にシーズン初登板を果たしたものの、同日中に40人枠から外された。

### ソフトバンク時代
2018年7月17日に福岡ソフトバンクホークスがミランダの獲得を発表した。シーズン終了までの契約で、背番号は19。8月18日には京セラドーム大阪で行われた対オリックス戦において来日初登板を先発投手として迎え、5回2/3を投げ初勝利を飾る。以降先発ローテーションの一角を担い、8試合に先発登板し6勝1敗、防御率1.89の成績を挙げた。ポストシーズンのクライマックスシリーズにおいては、日本ハムとのファーストステージ第1戦と西武とのファイナルステージ第2戦に先発登板。広島東洋カープとの日本シリーズでも第3戦に先発登板して勝利投手となり、チームの日本一連覇に貢献した。
2019年、3月30日に行われた対西武戦において開幕先発ローテーション2番手として先発登板を迎え、シーズン初勝利を挙げる。5月19日の日本ハム戦（鹿児島県立鴨池野球場）では先発で4回2失点で降板したが、試合が5回終了降雨コールドゲームになったためミランダの勝利投手となった。先発投手が5イニング未満で勝利投手となったのは2000年8月22日のオリックス・ブルーウェーブ戦で日本ハムの関根裕之（4回1失点）が記録して以来19年ぶりパ・リーグ9人目の珍記録となった。この年、前年より防御率を悪化させたものの登板機会を増やし7勝を挙げたが、同年11月28日に翌年の契約を結ばないことが球団より発表された。

### 中信兄弟時代
2020年1月7日、CPBL・中信兄弟との合意が発表された。
2020年は開幕投手を務め、5回1失点と試合を作るも勝敗は付かなかった。2登板目の統一ライオンズ戦で、7回を投げきり2失点で来台初勝利を飾った。5月24日の富邦ガーディアンズ戦で前の打席で本塁打を打たれた林益全に対して、故意死球を与え退場処分となった。6月20日の楽天モンキーズ戦で自己ワーストの4被本塁打、9失点を喫し自身5連敗となった。次の登板となった同月28日の富邦ガーディアンズでは7回3失点と好投し、約2か月ぶりに勝ち投手となった。8月5日の統一ライオンズ戦でCPBL史上4人目、史上5度目となる1イニング3者3球三振を記録した。最終的には1年間ローテーションを守りキャリア初となる2桁勝利を記録した。台湾シリーズでは1失点完投勝利を果たすなど1勝1敗、防御率2.87を記録した。オフに球団側は残留交渉をするも難航し、自由契約となった。

### 斗山ベアーズ時代
2020年12月23日、韓国プロ野球・斗山ベアーズと契約した。入団契約金は150,000ドル、年俸は550,000ドルに決まった。
2021年は、9月1日に行われた対起亜タイガースダブルヘッダー1回戦で、9回二死までノーヒットノーランを続けていたが朴燦灝に安打を許し記録達成はならなかった。また10月24日に行われたLGツインズ戦で、崔東原が1984年に樹立したシーズン奪三振数の韓国プロ野球記録（223）を37年ぶりに更新した。同年は14勝を記録、最優秀防御率（2.33）、最多奪三振（225）の個人タイトルを獲得しシーズンMVPを受賞するなど、バラ色のシーズンを過ごした。
2022年7月14日に斗山からウェーバー公示され、7月21日に放出された。同年は開幕前から肩の故障に苦しみ、一軍では3試合のみの登板で未勝利だった。ミランダにとって韓国最後の登板となった同年6月25日、起亜タイガース戦では韓国プロ野球ワーストの1イニング7与四死球を与えた。また、史上初めてMVP受賞翌年に解雇されるという不名誉な記録も残した。退団後には、ミランダの肩の状態を十分に確認せず再契約を結んだ斗山フロントに批判が殺到した。
その後は肩のリハビリに専念し、2023年3月20日にメキシカンリーグのサルティーヨ・サラペメーカーズと契約。斗山時代の同僚だったホセ・ミゲル・フェルナンデスと再びチームメイトになった。しかし開幕から不振が続き、8月途中に解雇された。

## 選手としての特徴
最速152km/hを記録したスピンのかかった直球とスプリットが持ち味の左投手。変化球はその他スライダー、カーブを投げる。

## 詳細情報

### 年度別投手成績
| 年 度     | 球 団        | 登 板 | 先 発 | 完 投 | 完 封 | 無 四 球 | 勝 利 | 敗 戦 | セ 丨 ブ | ホ 丨 ル ド | 勝 率 | 打 者 | 投 球 回 | 被 安 打 | 被 本 塁 打 | 与 四 球 | 敬 遠 | 与 死 球 | 奪 三 振 | 暴 投 | ボ 丨 ク | 失 点 | 自 責 点 | 防 御 率 | W H I P |
| --------- | ------------ | ----- | ----- | ----- | ----- | -------- | ----- | ----- | -------- | ----------- | ----- | ----- | -------- | -------- | ----------- | -------- | ----- | -------- | -------- | ----- | -------- | ----- | -------- | -------- | ------- |
| 2007-2008 | HAB          | 1     | 0     | 0     | 0     | -        | 0     | 0     | 0        | -           | ----  | 3     | 0.1      | 1        | 0           | 2        | 0     | 0        | 0        | 0     | 0        | 2     | 1        | 27.00    | 9.00    |
| 2008-2009 | HAB          | 9     | 0     | 0     | 0     | -        | 1     | 0     | 0        | -           | 1.000 | 36    | 7.0      | 14       | 0           | 4        | 0     | 1        | 7        | 1     | 0        | 9     | 8        | 10.29    | 2.57    |
| 2009-2010 | HAB          | 2     | 0     | 0     | 0     | -        | 0     | 1     | 0        | -           | .000  | 11    | 2.0      | 4        | 1           | 2        | 0     | 0        | 0        | 0     | 0        | 3     | 3        | 13.50    | 3.00    |
| 2010-2011 | HAB          | 15    | 12    | 0     | 0     | -        | 4     | 3     | 0        | -           | .571  | 221   | 49.2     | 51       | 5           | 26       | 1     | 0        | 22       | 1     | 0        | 35    | 28       | 5.07     | 1.55    |
| 2011-2012 | MAY          | 20    | 19    | 2     | 1     | -        | 4     | 11    | 0        | -           | .267  | 518   | 121.2    | 120      | 9           | 48       | 7     | 1        | 77       | 12    | 1        | 56    | 46       | 3.40     | 1.38    |
| 2012-2013 | MAY/IND      | 20    | 20    | 0     | 0     | -        | 8     | 6     | 0        | -           | .571  | 525   | 127.2    | 116      | 11          | 41       | 8     | 1        | 88       | 8     | 0        | 50    | 48       | 3.38     | 1.23    |
| 2013-2014 | MAY/IJV      | 13    | 13    | 1     | 1     | -        | 5     | 4     | 0        | -           | .556  | 323   | 77.2     | 67       | 7           | 28       | 3     | 2        | 80       | 9     | 0        | 32    | 28       | 3.24     | 1.22    |
| 2016      | BAL          | 1     | 0     | 0     | 0     | 0        | 0     | 0     | 0        | 0           | ----  | 11    | 2.0      | 4        | 0           | 0        | 0     | 0        | 4        | 0     | 0        | 3     | 3        | 13.50    | 2.00    |
| 2016      | SEA          | 11    | 10    | 0     | 0     | 0        | 5     | 2     | 0        | 0           | .714  | 221   | 56.0     | 43       | 12          | 18       | 0     | 0        | 40       | 2     | 0        | 25    | 22       | 3.54     | 1.09    |
| '16計     | SEA          | 12    | 10    | 0     | 0     | 0        | 5     | 2     | 0        | 0           | .714  | 232   | 58.0     | 47       | 12          | 18       | 0     | 0        | 44       | 2     | 0        | 28    | 25       | 3.88     | 1.12    |
| 2017      | SEA          | 31    | 29    | 1     | 0     | 0        | 8     | 7     | 0        | 0           | .533  | 678   | 160.0    | 140      | 37          | 63       | 1     | 5        | 137      | 8     | 0        | 93    | 91       | 5.12     | 1.27    |
| 2018      | SEA          | 1     | 1     | 0     | 0     | 0        | 0     | 0     | 0        | 0           | ----  | 24    | 5.0      | 6        | 0           | 4        | 0     | 0        | 5        | 0     | 0        | 1     | 1        | 1.80     | 2.00    |
| 2018      | ソフトバンク | 8     | 8     | 0     | 0     | 0        | 6     | 1     | 0        | 0           | .857  | 191   | 47.2     | 28       | 3           | 27       | 1     | 0        | 40       | 0     | 0        | 10    | 10       | 1.89     | 1.15    |
| 2019      | ソフトバンク | 18    | 18    | 0     | 0     | 0        | 7     | 5     | 0        | 0           | .583  | 382   | 86.0     | 80       | 13          | 48       | 0     | 2        | 58       | 3     | 0        | 44    | 40       | 4.19     | 1.49    |
| 2020      | 兄弟         | 25    | 25    | 0     | 0     | 0        | 10    | 8     | 0        | 0           | .556  | 672   | 156.1    | 149      | 14          | 60       | 1     | 5        | 170      | 11    | 1        | 75    | 66       | 3.80     | 1.34    |
| 2021      | 斗山         | 28    | 28    | 1     | 1     | 0        | 14    | 5     | 0        | 0           | .737  | 709   | 173.2    | 135      | 11          | 63       | 0     | 1        | 225      | 7     | 1        | 49    | 45       | 2.33     | 1.14    |
| CNS：7年  | CNS：7年     | 80    | 64    | 3     | 2     | -        | 22    | 25    | 0        | -           | .468  | 1637  | 386.0    | 373      | 33          | 151      | 19    | 5        | 274      | 31    | 1        | 187   | 162      | 3.78     | 1.36    |
| MLB：3年  | MLB：3年     | 44    | 40    | 1     | 0     | 0        | 13    | 9     | 0        | 0           | .591  | 934   | 223.0    | 193      | 49          | 85       | 1     | 5        | 186      | 10    | 0        | 122   | 117      | 4.72     | 1.25    |
| NPB：2年  | NPB：2年     | 26    | 26    | 0     | 0     | 0        | 13    | 6     | 0        | 0           | .684  | 573   | 133.2    | 108      | 16          | 75       | 1     | 2        | 98       | 3     | 0        | 54    | 50       | 3.37     | 1.37    |
| CPBL：1年 | CPBL：1年    | 25    | 25    | 0     | 0     | 0        | 10    | 8     | 0        | 0           | .556  | 672   | 156.1    | 149      | 14          | 60       | 1     | 5        | 170      | 11    | 1        | 75    | 66       | 3.80     | 1.34    |
| KBO：1年  | KBO：1年     | 28    | 28    | 1     | 1     | 0        | 14    | 5     | 0        | 0           | .737  | 709   | 173.2    | 135      | 11          | 63       | 0     | 1        | 225      | 7     | 1        | 49    | 45       | 2.33     | 1.14    |

- 2021年度シーズン終了時
- 各年度の太字はリーグ最高、赤文字はKBOにおける歴代最高

### 年度別守備成績
| 年 度 | 球 団        | 投手  | 投手  | 投手  | 投手  | 投手  | 投手     |
| 年 度 | 球 団        | 試 合 | 刺 殺 | 補 殺 | 失 策 | 併 殺 | 守 備 率 |
| ----- | ------------ | ----- | ----- | ----- | ----- | ----- | -------- |
| 2018  | ソフトバンク | 8     | 1     | 6     | 0     | 0     | 1.000    |
| 2019  | ソフトバンク | 18    | 3     | 13    | 4     | 0     | .800     |
| 2020  | 兄弟         | 25    | 6     | 19    | 1     | 2     | .962     |
| NPB   | NPB          | 26    | 4     | 19    | 4     | 0     | .852     |
| CPBL  | CPBL         | 25    | 6     | 19    | 1     | 2     | .962     |

- 2020年度シーズン終了時

### 記録
NPB
- 初登板・初先発登板・初勝利・初先発勝利：2018年8月18日、対オリックス・バファローズ17回戦（京セラドーム大阪）、5回2/3・2失点[5]
- 初奪三振：同上、1回裏に中島宏之から空振り三振

CPBL
- 初登板・初先発登板：2020年4月11日、対統一ライオンズ1回戦（台中インターコンチネンタル野球場）、5回1失点
- 初奪三振：同上、1回表に陳傑憲から見逃し三振
- 初勝利・初先発勝利：2020年4月18日、対統一ライオンズ3回戦（台中インターコンチネンタル野球場）、7回2失点

### 背番号
- 41（2016年 - 同年途中）
- 37（2016年途中 - 2018年）
- 19（2018年途中 - 2019年）
- 28（2020年）
- 57（2021年 - 2022年）

### 登場曲
- 「Mala Mia」 Muluma（2018年 - 2019年）